# William Comyn (Bischof)
William Comyn (auch William Cumyn, of Kilconcath oder of Kilconquhar) († zwischen 1295 und 1297) war ein schottischer Ordensgeistlicher. Ab 1275 war er Bischof von Brechin.

## Herkunft
Die Herkunft von William Comyn ist ungeklärt. Er entstammte entweder der ursprünglich anglonormannischen Adelsfamilie Comyn und war ein jüngerer Sohn von Alexander Comyn, 6. Earl of Buchan und dessen Frau Elizabeth de Quincy. Nach anderen Angaben war er ein Bruder von Adam of Kilconquhar und damit ein Sohn von Duncan of Kilconquhar und dessen Frau, die aus der Familie Comyn stammte. Nach anderen Angaben war zur gleichen Zeit ein weiterer William Comyn Propst in St Andrews, doch möglicherweise handelte es sich bei diesem um den Bischof William Comyn.

## Aufstieg zum Bischof
William Comyn trat in den Dominikanerorden ein und erhielt vor Februar 1267 einen Universitätsabschluss als Master. Vermutlich in den späten 1260er Jahren gehörte er zum Haushalt von Bischof Gamelin von St Andrews. Dann diente er als Lehrer an der Ordensschule in Perth. Vor dem 24. Mai 1275 wurde er zum Bischof der Diözese Brechin gewählt. Da er nach seinen Angaben noch mit wichtigen Aufgaben beschäftigt war, konnte er nicht selbst zur Bestätigung seiner Wahl zur Kurie nach Rom reisen. Stattdessen sandte er zwei Kanoniker der Kathedrale von Brechin als Vertreter nach Rom, worauf Papst Gregor X. die Bischöfe William Wishart von St Andrews und Robert de Stuteville von Dunkeld beauftragte, die Rechtmäßigkeit der Wahl und die Eignung von Comyn zu überprüfen. Sollten sie Comyn für geeignet erklären, durften sie ihn anschließend in Schottland zum Bischof zu weihen. Vor dem 29. April 1276 wurde Comyn geweiht. 

## Tätigkeit als Bischof

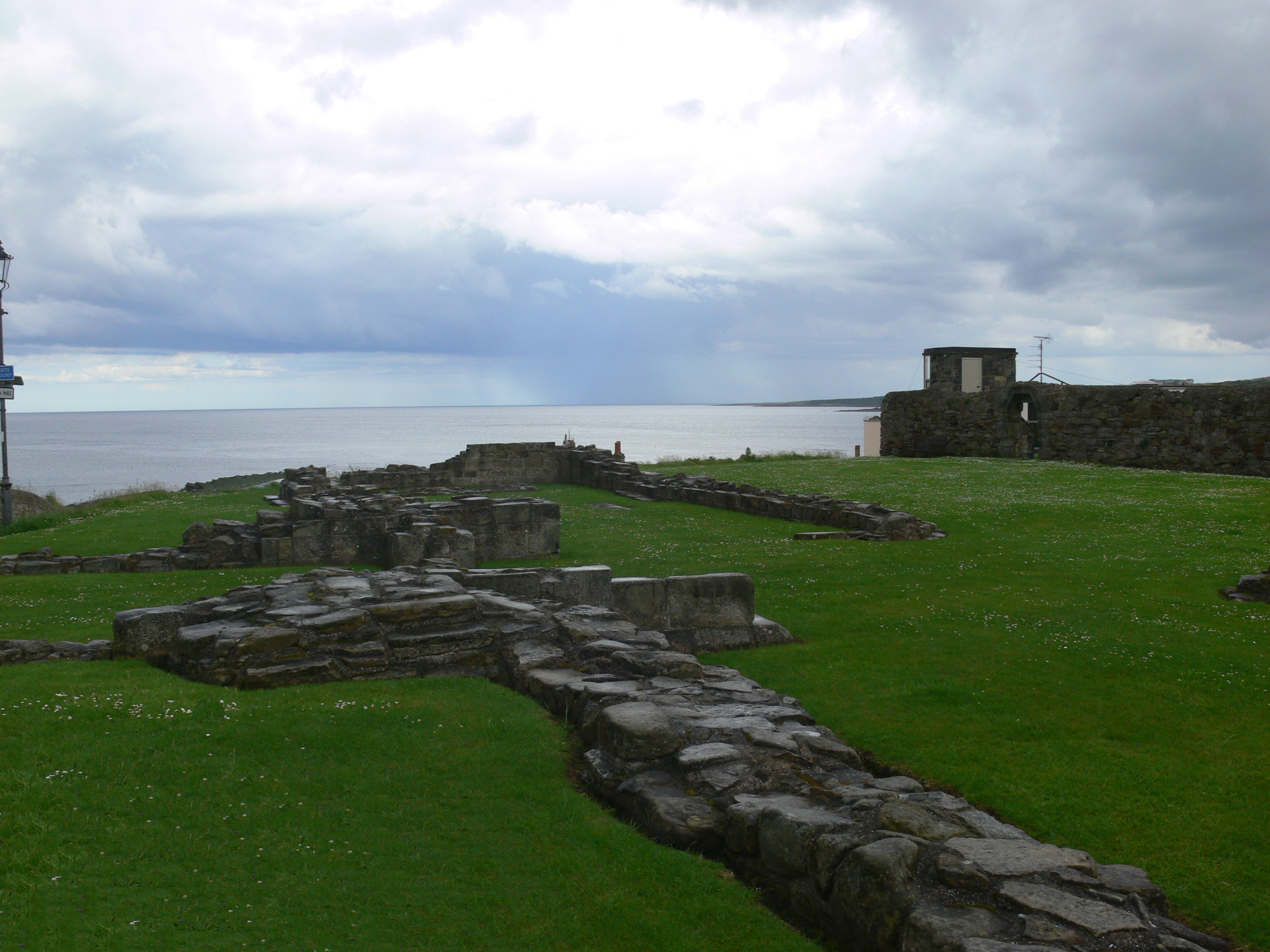
Von der Kapelle St Mary in St Andrews, wo Comyn möglicherweise Propst war, sind nur die Fundamente erhalten

Im August 1277 sandte König Alexander III. Comyn als Boten mit Briefen zum englischen König Eduard I. Im Februar 1284 stimmte er während einer Parlamentsversammlung der Thronfolge von Margarete von Norwegen, der einzigen Enkelin von Alexander III. zu. Nach dem Tod des Königs gehörte er 1286 der schottischen Delegation an, die in die Gascogne reiste, um dort den englischen König aufzusuchen und um Rat zu bitten. Sie brachen am 7. August auf, erreichten den König in Saintes und kehrten dann nach Schottland zurück. Am 25. November 1286 berichteten sie den Guardians in Cambuskenneth vom Ergebnis ihrer Reise. 1290 gehörte Comyn der Parlamentsversammlung an, die den Vertrag von Birgham bestätigte. Als nach dem Tod von Margarete von Norwegen 1290 die schottische Thronfolge ungeklärt war, gehörte Comyn zu den Bischöfen, die die Thronansprüche von John Balliol im sogenannten Great Cause vertraten.

## William Comyn als möglicher Propst in St Andrews
Bischof Comyn soll 1295 gestorben sein. Am 30. Januar 1296 sollen die Kanoniker der Kathedrale von Brechin aufgefordert worden sein, einen neuen Bischof zu wählen, doch erst 1298 wurde die Wahl von John Kinninmonth zum Bischof bestätigt. Andererseits beanspruchte ein William Comyn, Propst der angesehenen königlichen Kapelle St Mary in St Andrews einen Sitz im Kathedralkapitel und nach dem Tod von Bischof Fraser im August 1297 das Recht, mit den neuen Bischof von St Andrews zu wählen. Dieser William Comyn unterstützte offensichtlich die Wahl des anti-englisch eingestellten William Lamberton, wobei er aber vermutlich doch nicht an der Wahl teilnehmen durfte. Nachdem John Comyn, 7. Earl of Buchan, der möglicherweise sein Bruder war, sich dann auch der Rebellion gegen die englische Herrschaft angeschlossen hatte, vergab der englische König die einträgliche Pfründe von St Mary an einen seiner Beamten.